# Biegi narciarskie na Mistrzostwach Świata w Narciarstwie Klasycznym 1974
Zawody w biegach narciarskich na XIX Mistrzostwach świata w narciarstwie klasycznym odbyły się w dniach 16 lutego – 24 lutego 1974 w szwedzkim Falun.

## Terminarz
| Data           | Miejscowość | Konkurencja                                           | Złoto                                                                       | Srebro                                                                | Brąz                                                                                      |
| -------------- | ----------- | ----------------------------------------------------- | --------------------------------------------------------------------------- | --------------------------------------------------------------------- | ----------------------------------------------------------------------------------------- |
| 17 lutego 1974 | Falun       | Bieg indywidualny mężczyzn na 30 km stylem klasycznym | Thomas Magnusson                                                            | Juha Mieto                                                            | Jan Staszel                                                                               |
| 18 lutego 1974 | Falun       | Bieg indywidualny kobiet na 5 km stylem klasycznym    | Galina Kułakowa                                                             | Blanka Paulů                                                          | Raisa Smietanina                                                                          |
| 19 lutego 1974 | Falun       | Bieg indywidualny mężczyzn na 15 km stylem klasycznym | Magne Myrmo                                                                 | Gerhard Grimmer                                                       | Wasilij Roczew                                                                            |
| 20 lutego 1974 | Falun       | Bieg indywidualny kobiet na 10 km stylem klasycznym   | Galina Kułakowa                                                             | Barbara Petzold                                                       | Helena Takalo                                                                             |
| 21 lutego 1974 | Falun       | Bieg sztafetowy mężczyzn stylem klasycznym            | NRD · Gerd Heßler · Dieter Meinel · Gerhard Grimmer · Gert-Dietmar Klause   | ZSRR · Iwan Garanin · Fiodor Simaszow · Wasilij Roczew · Jurij Skobow | Norwegia · Magne Myrmo · Odd Martinsen · Ivar Formo · Oddvar Brå                          |
| 23 lutego 1974 | Falun       | Bieg sztafetowy kobiet stylem klasycznym              | ZSRR · Nina Fiodorowa · Nina Seliunina · Raisa Smietanina · Galina Kułakowa | NRD · Sigrun Krause · Petra Hinze · Barbara Petzold · Veronika Hesse  | Czechosłowacja · Alena Bartošová · Gabriela Sekajová · Miroslava Jaškovská · Blanka Paulů |
| 24 lutego 1974 | Falun       | Bieg indywidualny mężczyzn na 50 km stylem klasycznym | Gerhard Grimmer                                                             | Stanislav Henych                                                      | Thomas Magnusson                                                                          |

## Wyniki zawodów

### Mężczyźni

#### 15 km techniką klasyczną
- Data 19 lutego 1974

| Medal | Zawodnik             | Narodowość     | Wynik    |
| ----- | -------------------- | -------------- | -------- |
|       | Magne Myrmo          | Norwegia       | 41:39,10 |
|       | Gerhard Grimmer      | NRD            | 41:40,01 |
|       | Wasilij Roczew       | ZSRR           | 41:40,65 |
| 4     | Juha Mieto           | Finlandia      | 41:47,61 |
| 5     | Oddvar Brå           | Norwegia       | 42:08,31 |
| 6     | Ivar Formo           | Norwegia       | 42:10,49 |
| 7     | Sven-Åke Lundbäck    | Szwecja        | 42:14,05 |
| 8     | Gert-Dietmar Klause  | NRD            | 42:15,58 |
| 9     | Stanislav Henych     | Czechosłowacja | 42:15,59 |
| 10    | Jurij Skobow         | ZSRR           | 42:33,77 |
| ...   |                      |                |          |
| 25    | Jan Staszel          | Polska         | 43:26,94 |
| 40    | Wawrzyniec Gąsienica | Polska         | 44:08,25 |
| 47    | Józef Rysula         | Polska         | 44:39,52 |
| 61    | Józef Zubek          | Polska         | 47:06,42 |

#### 30 km techniką klasyczną
- Data 17 lutego 1974

| Medal | Zawodnik             | Narodowość | Wynik      |
| ----- | -------------------- | ---------- | ---------- |
|       | Thomas Magnusson     | Szwecja    | 1:33:41,40 |
|       | Juha Mieto           | Finlandia  | 1:34:34,81 |
|       | Jan Staszel          | Polska     | 1:34:56,49 |
| 4     | Iwan Garanin         | ZSRR       | 1:35:31,96 |
| 5     | Lars-Göran Åslund    | Szwecja    | 1:35:38,69 |
| 6     | Gerhard Grimmer      | NRD        | 1:35:49,94 |
| 7     | Raimo Lehtinen       | Finlandia  | 1:35:50,5  |
| 8     | Dieter Meinel        | NRD        | 1:35:52,0  |
| 9     | Oddvar Brå           | Norwegia   | 1:35:56,09 |
| 10    | Esbjörn Ulvenwall    | Szwecja    | 1:36:01,15 |
| ...   |                      |            |            |
| 15    | Wawrzyniec Gąsienica | Polska     | 1:37:22,35 |
| 42    | Józef Rysula         | Polska     | 1:42:68,79 |

#### 50 km techniką klasyczną
- Data 24 lutego 1974

| Medal | Zawodnik             | Narodowość     | Wynik      |
| ----- | -------------------- | -------------- | ---------- |
|       | Gerhard Grimmer      | NRD            | 2:19:45,26 |
|       | Stanislav Henych     | Czechosłowacja | 2:21:35,50 |
|       | Thomas Magnusson     | Szwecja        | 2:21:49,42 |
| 4     | Sven-Åke Lundbäck    | Szwecja        | 2:22:36,57 |
| 5     | Wasilij Roczew       | ZSRR           | 2:23:08,50 |
| 6     | Anatolij Biriukow    | ZSRR           | 2:23:34,34 |
| 7     | Alfred Kälin         | Szwajcaria     | 2:23:58,73 |
| 8     | Tonino Biondini      | Włochy         | 2:24:21,88 |
| 9     | Oddvar Brå           | Norwegia       | 2:24:26,33 |
| 10    | Siergiej Sawieljew   | ZSRR           | 2:24:44,59 |
| ...   |                      |                |            |
| 26    | Wawrzyniec Gąsienica | Polska         | 2:28:43,32 |

#### Sztafeta 4×10km
- Data 21 lutego 1974

| Medal | Zawodnik                                                      | Narodowość     | Wynik      |
| ----- | ------------------------------------------------------------- | -------------- | ---------- |
|       | Gerd Heßler Dieter Meinel Gerhard Grimmer Gert-Dietmar Klause | NRD            | 2:03:15,85 |
|       | Iwan Garanin Fiodor Simaszow Wasilij Roczew Jurij Skobow      | ZSRR           | 2:03:26,31 |
|       | Magne Myrmo Odd Martinsen Ivar Formo Oddvar Brå               | Norwegia       | 2:03:46,03 |
| 4     | Raimo Lehtinen Kalevi Laurila Osmo Karjalainen Juha Mieto     | Finlandia      | 2:06:02,39 |
| 5     | František Šimon Jiří Beran Jan Fajstavr Stanislav Henych      | Czechosłowacja | 2:06:16,91 |
| 6     | Alfred Kälin Albert Giger Eduard Hauser Werner Geeser         | Szwajcaria     | 2:06:41,14 |
| 7     | Józef Rysula Jan Legierski Wawrzyniec Gąsienica Jan Staszel   | Polska         | 2:09:34,87 |
| 8     | Renzo Chiocchetti Roberto Primus Carlo Favre Tonino Biondini  | Włochy         | 2:10:03,87 |

### Kobiety

#### 5 km techniką klasyczną
- Data 18 lutego 1974

| Medal | Zawodnik             | Narodowość     | Wynik    |
| ----- | -------------------- | -------------- | -------- |
|       | Galina Kułakowa      | ZSRR           | 15:17,42 |
|       | Blanka Paulů         | Czechosłowacja | 15:19,15 |
|       | Raisa Smietanina     | ZSRR           | 15:34,80 |
| 4     | Barbara Petzold      | NRD            | 15:36,11 |
| 5     | Nina Bałdyszewa      | ZSRR           | 15:39,12 |
| 6     | Unni Fossen          | Norwegia       | 15:50,46 |
| 7     | Veronika Schmidt     | NRD            | 15:51,36 |
| 8     | Zinaida Amosowa      | ZSRR           | 15:53,10 |
| 9     | Helena Takalo        | Finlandia      | 15:54,37 |
| 10    | Władysława Majerczyk | Polska         | 15:57,25 |
| ...   |                      |                |          |
| 16    | Józefa Chromik       | Polska         | 16:01,89 |
| 23    | Anna Gębala          | Polska         | 16:13,08 |
| 29    | Zofia Majerczyk      | Polska         | 16:26,86 |

#### 10 km techniką klasyczną
- Data 20 lutego 1974

| Medal | Zawodnik              | Narodowość        | Wynik    |
| ----- | --------------------- | ----------------- | -------- |
|       | Galina Kułakowa       | ZSRR              | 31:25,78 |
|       | Barbara Petzold       | NRD               | 31:50,55 |
|       | Helena Takalo         | Finlandia         | 31:59,54 |
| 4     | Blanka Paulů          | Czechosłowacja    | 32:02,42 |
| 5     | Veronika Schmidt      | NRD               | 32:30,26 |
| 6     | Berit Mørdre Lammedal | Norwegia          | 32:31,18 |
| 7     | Sigrun Krause         | NRD               | 32:37,08 |
| 8     | Nina Seliunina        | ZSRR              | 32:41,80 |
| 9     | Marjatta Kajosmaa     | Finlandia         | 32:44,00 |
| 10    | Martha Rockwell       | Stany Zjednoczone | 32:46,86 |
| ...   |                       |                   |          |
| 16    | Józefa Chromik        | Polska            | 16:01,89 |
| 23    | Anna Gębala           | Polska            | 16:13,08 |
| 29    | Zofia Majerczyk       | Polska            | 16:26,86 |

#### Sztafeta 4×5km
- Data 23 lutego 1974

| Medal | Zawodnik                                                           | Narodowość        | Wynik      |
| ----- | ------------------------------------------------------------------ | ----------------- | ---------- |
|       | Nina Fiodorowa Nina Seliunina Raisa Smietanina Galina Kułakowa     | ZSRR              | 1:02:57,39 |
|       | Sigrun Krause Petra Hinze Barbara Petzold Veronika Hesse           | NRD               | 1:03:09,14 |
|       | Alena Bartošová Gabriela Sekajová Miroslava Jaškovská Blanka Paulů | Czechosłowacja    | 1:03:52,57 |
| 4     | Liisa Suihkonen Helena Takalo Marjatta Kajosmaa Hilkka Kuntola     | Finlandia         | 1:04:04,46 |
| 5     | Lena Carlzon Görel Partapuoli Gudrun Frojd Meeri Bödelid           | Szwecja           | 1:05:08,40 |
| 6     | Unni Fossen Katharina Mo Berge Aslaug Dahl Berit Mørdre Lammedal   | Norwegia          | 1:05:26,89 |
| 7     | Zofia Majerczyk Józefa Majerczyk Anna Gębala Anna Pawlusiak        | Polska            | 1:05:52,98 |
| 8     | Martha Rockwell Alison Owen Trina Hosmer Jana Hlavaty              | Stany Zjednoczone | 1:08:26,70 |

## Klasyfikacja medalowa dla konkurencji biegowych MŚ
| #  | Reprezentacja  | Złoto | Srebro | Brąz | Razem |
| -- | -------------- | ----- | ------ | ---- | ----- |
| 1. | ZSRR           | 3     | 1      | 2    | 6     |
| 2. | NRD            | 2     | 3      | 0    | 5     |
| 3. | Norwegia       | 1     | 0      | 1    | 2     |
|    | Szwecja        | 1     | 0      | 1    | 2     |
| 5. | Czechosłowacja | 0     | 2      | 1    | 3     |
| 6. | Finlandia      | 0     | 1      | 1    | 2     |
| 7. | Polska         | 0     | 0      | 1    | 1     |